# Wang Zhen (Politiker)

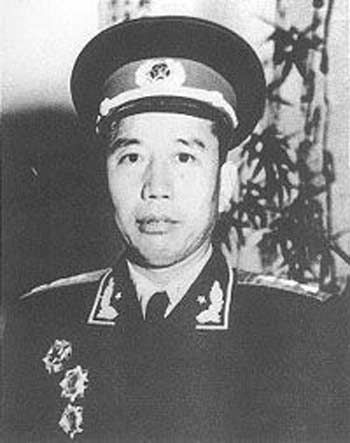
Wang Zhen

Wang Zhen (chinesisch 王震, Pinyin Wáng Zhèn, * 11. April 1908 in Liuyang, Provinz Hunan, Kaiserreich China; † 12. März 1993 in Guangzhou, Provinz Guangdong, Volksrepublik China) war ein chinesischer Politiker. 

## Leben
Wang Zhen wurde 1927 Mitglied der Kommunistischen Partei Chinas (KPCh) und war Teilnehmer am Langen Marsch der Roten Armee in den Jahren 1934 bis 1935, dem rund 12.000-Kilometer-Marsch aus Jiangxi zur Flucht vor der Nationalen Armee unter dem Befehl von Chiang Kai-shek. Danach war er im Krieg gegen die Kaiserlich Japanische Armee Politkommissar einer Brigade, die 1941 ein Brachland in Nanniwan in der Provinz Shaanxi einnahm und durch den dort betriebenen Ackerbau sich selbst mit Nahrungsmitteln versorgen konnte. Während des Chinesischen Bürgerkrieges war er von 1945 bis 1949 Befehlshaber von Truppen gegen die Nationalarmee von Chiang Kai-shek. In dieser Position gelang ihm 1949 die Herstellung der kommunistischen Herrschaft in der Region Xinjiang.
Nach der Gründung der Volksrepublik China am 1. Oktober 1949 diente er in der Volksbefreiungsarmee und wurde 1955 zum General befördert. 1956 wurde er Mitglied des ZK der KPCh und war zugleich als Landwirtschaftsminister für Volkskommunen und Kultivierung in der Regierung von Ministerpräsident Zhou Enlai. Dieses Amt behielt er auch während der von 1966 bis 1976 dauernden Kulturrevolution.
Im Anschluss war er von 1975 bis 1980 Vize-Ministerpräsident und half in dieser Funktion Deng Xiaoping in den Jahren 1977 bis 1978 dessen Machtposition zu stärken. Dies führte auch dazu, dass er selbst von 1978 bis 1985 Mitglied des Politbüros der KPCh war. Danach wurde er 1982 Direktor der Zentralen Parteischule und forderte als einer der ersten Politiker die Absetzung des als "liberal" geltenden Generalsekretärs der Kommunistischen Partei Chinas Hu Yaobang. Allerdings kam es während der Machtkämpfe der unterschiedlichen Lager 1987 zunächst zu seiner eigenen Entlassung als Direktor der Zentralen Parteischule.
1988 wurde er als Nachfolger von Ulanhu Vizepräsident der Volksrepublik China und blieb während seiner bis 1993 dauernden Amtszeit ein einflussreicher Sprecher zugunsten der Volksbefreiungsarmee und der noch lebenden Maoisten und Veteranen des Langen Marsches. Zugleich war er ein Unterstützer des von Deng Xiaoping veranlassten Tian’anmen-Massaker zur Beendigung der monatelangen Besetzung des Tian’anmen-Platzes in Peking und schlug sogar vor, dass "alle bourgeois-liberal Konterrevolutionäre in entlegene Regionen wie Qinghai und Xinjiang verbannt" werden sollten. Andererseits gehörte er zu einer kleinen Gruppe von alten Parteifunktionären der ersten Führungsgeneration, die beständig, allerdings ohne großen Erfolg, Druck auf Deng zur Begrenzung seiner Reform- und Öffnungspolitik ausübten.
Wang gehört zu den "Acht Unsterblichen der Kommunistischen Partei Chinas".